# Gunnesbo station
Gunnesbo station är en lokaltågsstation (Pågatågen) i Gunnesbo, Lund. Stationen invigdes 1 juni 1986 för att betjäna de nybyggda stadsdelarna Nöbbelöv och Gunnesbo längs Västkustbanan. 
Stationen byggdes ut 2003–2005 för det dubbelspår som numera finns genom norra Lund längs Västkustbanan.